# Albury (Surrey)
Albury – wieś w Anglii, w hrabstwie Surrey, w dystrykcie Guildford. Leży 42 km na południowy zachód od centrum Londynu. Miejscowość liczy 1190 mieszkańców.